# Co to jest Oświecenie

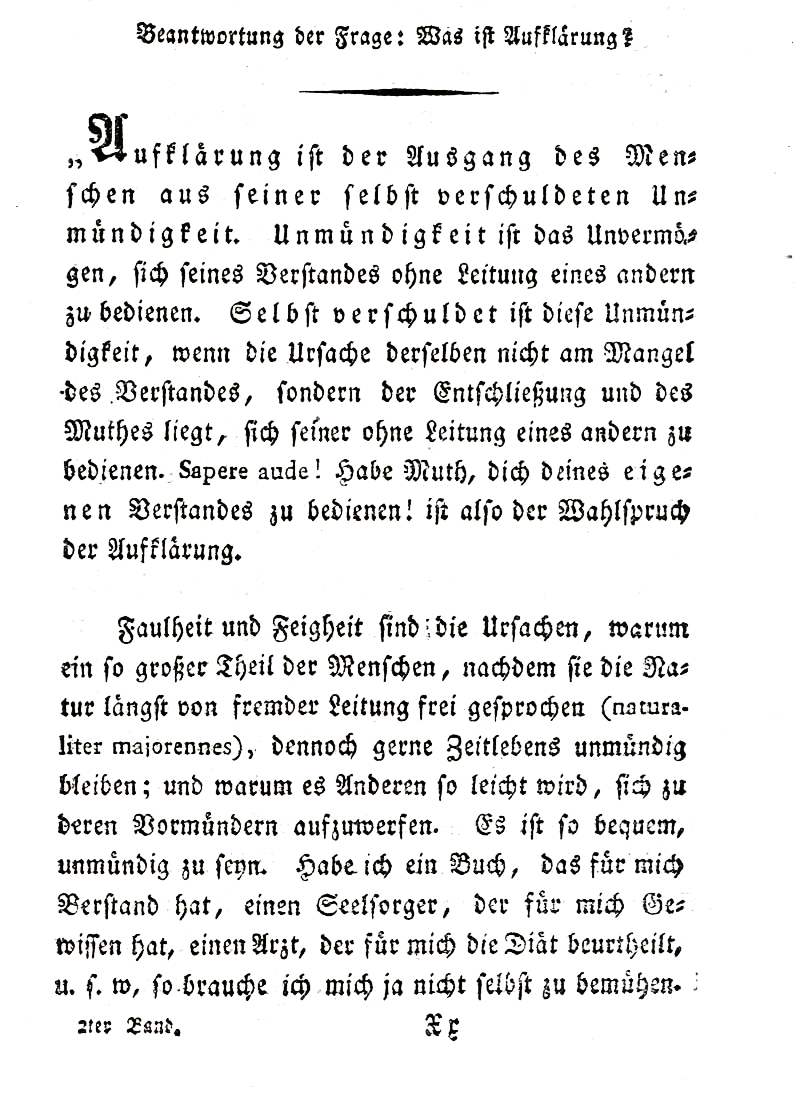
artykuł: Was ist Aufklärung?, pierwsza strona wersji z roku 1799

Co to jest Oświecenie z niem. „Beantwortung der Frage: Was ist Aufklärung” – artykuł Immanuela Kanta, który ukazał się w Berlinische Monatsschrift w 1784 roku.
Filozof z Królewca odpowiadał w nim na pytanie, czym tak naprawdę jest Oświecenie. Kant definiuje oświecenie jako zapowiedź wyjścia człowieka z okresu niedojrzałości (tekst ten można również tłumaczyć jako wyjście z okresu ubezwłasnowolnienia), w którym znajduje się człowiek, który nie jest w stanie posługiwać się samodzielnie własnym rozumem. Zdaniem Kanta ubezwłasnowolnienie to jest samozawinione, jeżeli jego przyczyną jest nie brak rozumu, ale brak odwagi w niezależnym posługiwaniu się nim.
Kant proponuje dla oświecenia hasło „Sapere aude”: miej odwagę (posługiwać się własnym rozumem). Kant podkreślał, że jego epoka jest epoką Oświecenia, ale jeszcze nie jest epoką oświeconą, brak bowiem „jeszcze wiele do tego, by ludzie, ogólnie biorąc, byli już w stanie albo mogli co najmniej być doprowadzeni do tego, by w sprawach religii kierowali się sami w sposób pewny i słuszny swym rozsądkiem, bez obcego kierowania”.